# Покровська сільська рада (Менський район)
Покро́вська сільська́ ра́да — адміністративно-територіальна одиниця та орган місцевого самоврядування в Менському районі Чернігівської області. Адміністративний центр — село Покровське.

## Загальні відомості
Жовтнева сільська рада утворена у 1917 році.
- Територія ради: 55,02 км²
- Населення ради: 1 142 особи (станом на 2001 рік)

## Населені пункти
Сільській раді підпорядковані населені пункти:
- с. Покровське

## Склад ради
Рада складається з 12 депутатів та голови.
- Голова ради: Биндюк Геннадій Михайлович
- Секретар ради: Оліфіренко Валентина Григорівна

### Керівний склад попередніх скликань
| Прізвище, ім'я, по батькові | Основні відомості                                                         | Дата обрання | Дата звільнення |
| --------------------------- | ------------------------------------------------------------------------- | ------------ | --------------- |
| Пономарьов Микола Іванович  | Сільський голова, 1951 року народження, освіта вища, безпартійний         | 26.03.2006   | 31.10.2010      |
| Пономарьов Микола Іванович  | Сільський голова, 1951 року народження, освіта вища, член Партії регіонів | 31.10.2010   | 01.01.2014      |
| Биндюк Геннадій Михайлович  | Сільський голова, 1974 року народження, освіта вища, безпартійний         | 26.10.2014   |                 |

Примітка: таблиця складена за даними сайту Верховної Ради України

### Депутати
За результатами місцевих виборів 2010 року депутатами ради стали:

#### За суб'єктами висування
| Суб'єкт висування                 | Кількість обраних депутатів | %    |
| --------------------------------- | --------------------------- | ---- |
| Партія регіонів                   | 8                           | 66,7 |
| Політична партія «Сильна Україна» | 3                           | 25   |
| Соціалістична партія України      | 1                           | 8,3  |

#### За округами
| № округу                          | Прізвище, ім'я, по батькові     | Дата визнання обраним | Освіта             | Партійна приналежність                  | Відомості про обраного депутата                      |
| --------------------------------- | ------------------------------- | --------------------- | ------------------ | --------------------------------------- | ---------------------------------------------------- |
| Партія регіонів                   |                                 |                       |                    |                                         |                                                      |
| 2                                 | Гайова Людмила Михайлівна       | 04.11.2010            | середня            | член Партії регіонів                    | відділ соціального захисту РДА, соціальний працівник |
| 3                                 | Бич Леонід Олексійович          | 04.11.2010            | середня спеціальна | член Партії регіонів                    | Мена УГГ, слюсар                                     |
| 4                                 | Мироненко Володимир Миколайович | 04.11.2010            | середня            | член Партії регіонів                    | приватний підприємець                                |
| 5                                 | Когатько Валентина Миколаївна   | 04.11.2010            | середня спеціальна | член Партії регіонів                    | ДП «Зернятко», бухгалтер                             |
| 7                                 | Оліфіренко Валентина Григорівна | 04.11.2010            | вища               | член Партії регіонів                    | Жовтнева сільська рада, секретар                     |
| 8                                 | Вербицький Дмитро Сергійович    | 04.11.2010            | вища               | член Партії регіонів                    | відділ Держком, бухгалтер                            |
| 9                                 | Кнут Галина Леонідівна          | 04.11.2010            | середня спеціальна | член Партії регіонів                    | Жовтнева сільська рада, головний бухгалтер           |
| 10                                | Нагорний Михайло Іванович       | 04.11.2010            | середня спеціальна | член Партії регіонів                    | ДП «Зернятко», головний інженер                      |
| Політична партія «Сильна Україна» |                                 |                       |                    |                                         |                                                      |
| 1                                 | Зінченко Геннадій Миколайович   | 04.11.2010            | середня спеціальна | член Політичної партії «Сильна Україна» | фельдшерсько-акушерський пункт с. Жовтневе, фельдшер |
| 11                                | Оліфіренко Микола Федорович     | 04.11.2010            | середня            | член Політичної партії «Сильна Україна» | пенсіонер                                            |
| 12                                | Оліфіренко Олег Олексійович     | 04.11.2010            | середня спеціальна | член Політичної партії «Сильна Україна» | пенсіонер                                            |
| Соціалістична партія України      |                                 |                       |                    |                                         |                                                      |
| 6                                 | Копил Микола Іванович           | 04.11.2010            | вища               | член Соціалістичної партії України      | пенсіонер                                            |